# محمد الرابع بن عبد الرحمن

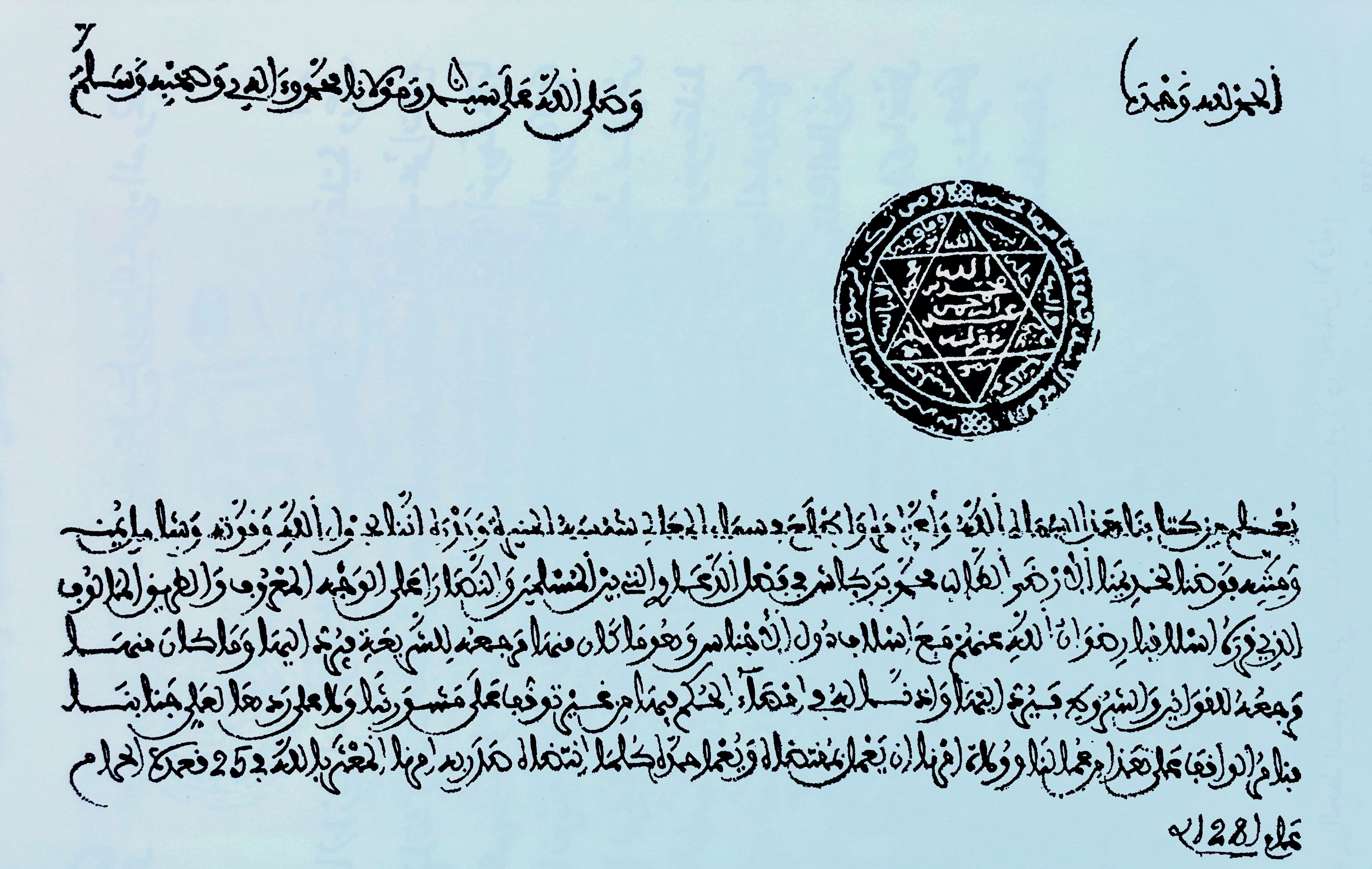
رسالة من محمد الرابع بتاريخ 25 ذو القعدة 1281 (20 أبريل 1865).

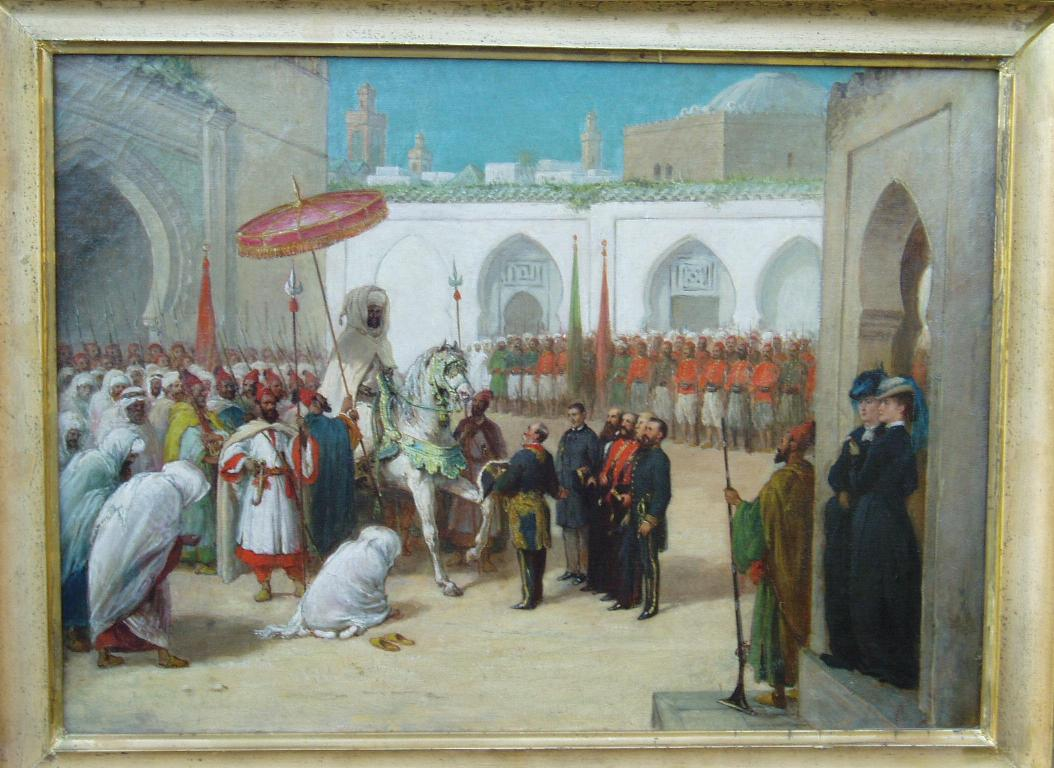
محمد بن عبد الرحمن الرابع ملك المغرب ، يظهر محاطًا بالحرس الأسود ، يستقبل جون هاي دروموند هاي والوفد البريطاني لطنجة في القصر الملكي في فاس.

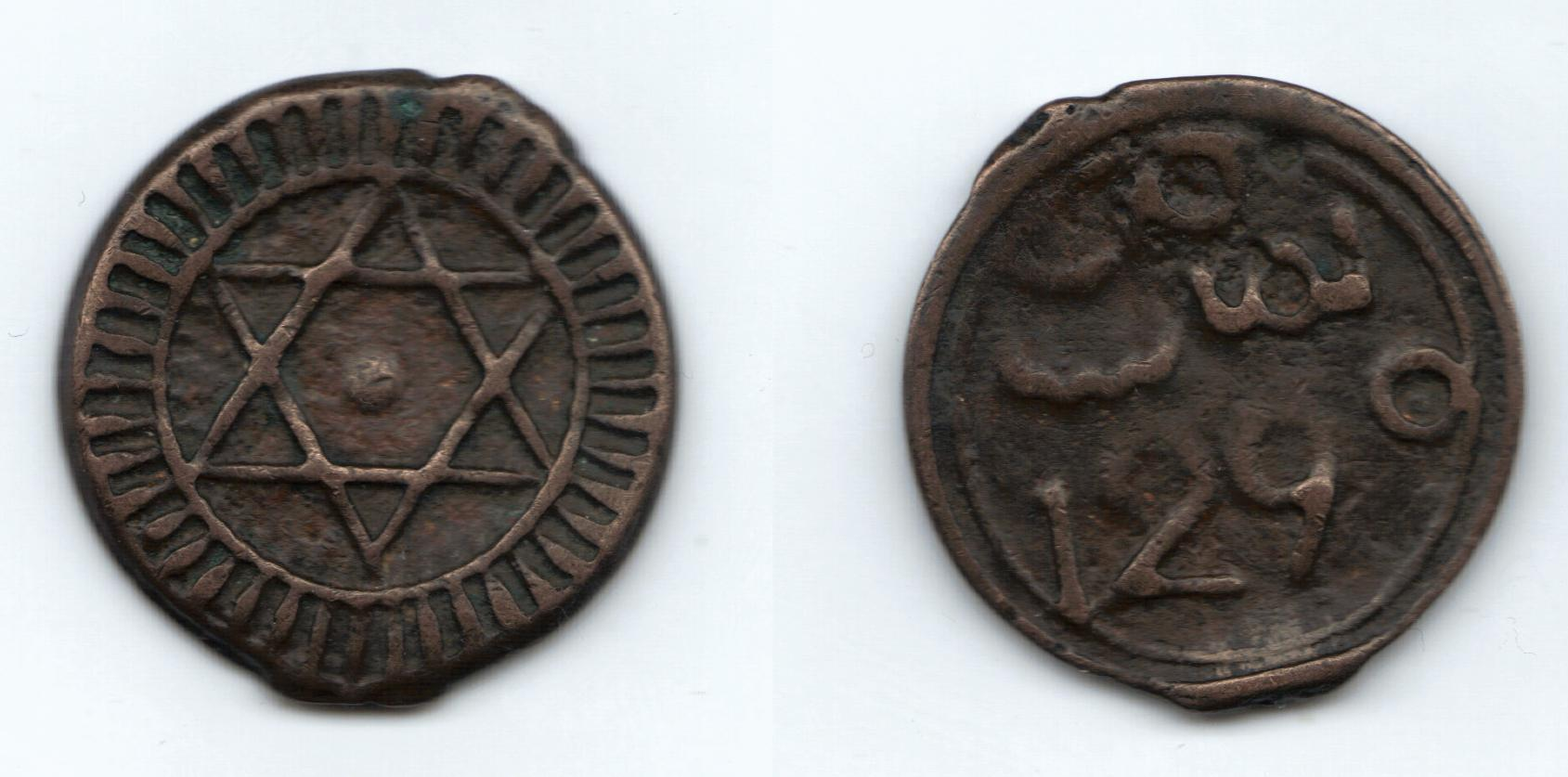
سکه محمد الرابع.
اليمين: تاريخ سك. 1299هـ
اليسار: خاتم سليمان

محمد الرابع هو محمد بن عبد الرحمن بن هشام بن محمد بن مولاي عبد الله بن مولاي إسماعيل بن الشريف بن علي العلوي (ولد 1810م - توفي في مراكش زوالَ يوم الخميس 18 رجب 1290 هـ / 11 سبتمبر 1873م). هو سلطان علوي مغربي حكم ما بين (1276هـ-1290 هـ / 1859-1873م). شن حربا ضد إسبانيا سنة 1276 هـ / 1859م لاسترجاع مدينة سبتة وانهزم فاضطر إلى قبول معاهدة واد راس التي من بنودها: الاعتراف بإسبانية المدينتين سبتة ومليلية والتخلي عن سيدي إفني ودفع غرامة مالية. عرف حكمه العديد من التدخلات الغربية في المغرب، خلَفَه بعد وفاته سنة (1290 هـ/1873م) ابنه الحسن الأول بن محمد، الذي سيقوم بدور يعتبر أعظم ملك من العلويين في القرن التاسع عشر. اهتم بمجال العلم والتقدم به وفي هذا السياق اهتم بالرياضيات والهندسة والفلك والشعر والموسيقى. بعث محمد الرابع القائد محمد بنسعيد السلاوي سفيرا للمغرب لدى نابليون الثالث سنة 1865م.

## نسبه
هو محمد الرابع بن عبد الرحمن بن هشام بن محمد بن عبد الله الخطيب بن إسماعيل بن الشريف بن علي بن محمد بن علي بن يوسف بن علي بن الحسن بن محمد بن الحسن الداخل بن القاسم بن محمد بن أبي القاسم بن محمد بن الحسن بن عبد الله بن محمد بن عرفة بن الحسن بن أبي بكر بن علي بن الحسن بن أحمد بن إسماعيل بن القاسم بن محمد النفس الزكية بن عبد الله الكامل بن الحسن المثنى بن الحسن بن علي بن أبي طالب بن عبدالمطلب بن هاشم.

## السلطان
فور توليه العرش في أغسطس 1859، واجه محمد الرابع أول اختبار له، الحرب الإسبانية المغربية (1859–1860) التي حكمتها إيزابيلا الثانية. دفعت المداهمات التي شنها رجال القبائل غير النظاميين على الجيبين الإسبانيين سبتة ومليلية في شمال غرب المغرب إسبانيا للمطالبة بتوسيع حدود جيبها حول سبتة. عندما رفض محمد الرابع ذلك، أعلنت إسبانيا الحرب. قصفت البحرية الإسبانية طنجة وأصيلة وتطوان. هبطت قوة استكشافية إسبانية كبيرة في سبتة، والتي استمرت لاحقًا في هزيمة الجيش المغربي في معركة تطوان في فبراير 1860. وسعت معاهدة واد راس الموقعة في أبريل 1860 الجيوب. كما تنازلت المعاهدة عن جيب سيدي إفني في جنوب غرب المغرب لإسبانيا.
بموجب المعاهدة، تم تخصيص نصف الرسوم الجمركية لجميع الموانئ المغربية لدفع الديون الإسبانية، وواجهت حكومة السلطان العلوي (المخزن) وضعًا ماليًا حرجًا، وأطلقت عملية «القيد». تقليديا، كان لدى المخزن تفاهم مع القبائل الريفية شبه المستقلة، حيث وافق زعماء القبائل على تسليم جزء من الضرائب التي جمعوها وتزويد رجال القبائل بجيش السلطان في أوقات الحرب، لكنهم تركوا لإدارة شؤونهم. الشؤون الخاصة. دفعت الصعوبات المالية الجديدة الناجمة عن الزحف الاستعماري «المخزن» إلى المطالبة بمزيد من ابتزازات القوات وضرائب القبائل. عندما رفضت القبائل وبدأت في رفض الضرائب المرتفعة، قرر السلطان الالتفاف على زعماء القبائل المنتخبين (أمغار)، ورفض التصديق على أوراق اعتمادهم، وبدلاً من ذلك عين قادة من اختياره، وفرضهم على القبائل. نادرًا ما كان القواد من نفس الأصول القبلية مثل القبائل التي كانوا يحكمونها، لكنهم كانوا رجالًا طموحين، تم اختيارهم في المقام الأول لقدرتهم القاسية على سحق التمرد وإجبار القبائل على السعال. تم تصميمه في البداية كخطوة مركزية، وقد أدى ذلك في النهاية إلى نتائج عكسية، حيث أثبت القائد، بمجرد هروبه في إقطاعياتهم القبلية، أنه غير قابل للحكم أكثر مما كان عليه الحال في أي وقت مضى. في عهد محمد الرابع، بدأ المغرب بشكل أساسي في التحول إلى الإقطاع، وهي عملية تسارعت في عهد خليفته، حسن الأول.

## مسيرته
بعد وفاة والده المولى عبد الرحمن، أشرف على بيعته الوزير محمد بن عبد الله الصفار، التي تمت في فاس يوم الأربعاء 2 صفر 1276هـ / 28 سبتمبر 1859م.
وعند تولي محمد العرش، ثار أحد أبناء المولى سليمان، وهو عبد الرحمن بن سليمان، ودخل فاس رفقة أتباعه بعد موافقة بعض الأعيان من أقاربه وبعض أهل فاس من عدوة الأندلس، فخرج لمحاربته الوزير الفقيه العربي بن المختار الجامعي. فانهزم الثائر، ولما حل السلطان الجديد بفاس قدم له الوزير لائحة بأسماء المتواطئين مع الثائر، فحرق المولى محمد هذه اللائحة دون أن ينظر إليها.

### أبناؤه
أعقب السلطان محمد الرابع:
- مولاي الحسن
- مولاي إسماعيل
- مولاي عرفة
- مولاي إبراهيم
- مولاي عبد العزيز
- مولاي أبو بكر
- مولاي سيدي محمد
- مولاي جعفر
- مولاي أمين
- مولاي عمر
- مولاي عثمان
- مولاي محمد الرشيد
- مولاي علي
- مولاي حسن الصغير
- مولاي عبد الملك
- مولاي ميمون
- مولاي محمد الصادق
- لالة حبيبة

| قبله: عبد الرحمن بن هشام | سلاطين المملكة المغربية 1859 - 1873 | بعده: الحسن الأول بن محمد |